# 独露再保障条約
独露再保障条約（どくろさいほしょうじょうやく、独: Rückversicherungsvertrag、露: Договор перестраховки）は、1887年6月18日、ドイツ帝国とロシア帝国の間に結ばれた秘密条約。再保険条約とも二重保障条約ともいう。オーストリア＝ハンガリー帝国への通告なしに締結されたが、ビスマルク体制の一環とされている。ビスマルク辞職後の1890年にドイツ側が条約の更新を拒絶し、体制は露仏同盟に交代した。

## 概要
三帝同盟が崩壊した後、ドイツは露仏両国の接近を妨げ二正面作戦を避ける必要が生じた。そこでロシアのフランスへの接近を妨げるため、独露再保障条約を締結した。内容は次の通りで、期限は3年であった。
- ドイツはロシアのブルガリアと東ルメリアにおける既得権を認める。
- ロシアがボスポラスやダーダネルス両海峡を占領した場合には、ドイツがロシアを国際外交で支持しバルカン半島進出を認める。
- 締約国の一方が第三国と戦争する場合、他方が好意的中立を守る。

この協定は同じ三国同盟加盟国であるオーストリアに対立するロシアとの条約なので、明らかに無理があった。事実これは秘密条約であったし、ビスマルクの辞任後の更新はドイツ側の拒否で行われていない。